# ウァバッラトゥス
ルキウス・ユリウス・アウレリウス・セプティミウス・ウァバッラトゥス・アテノドルス（ラテン語: Lucius Iulius Aurelius Septimius Vaballathus Athenodorus、 ? - 273年?）は、パルミラ帝国の君主・皇帝（在位：267年 - 273年）であった人物である。

## 概略
ウァバッラトゥスは、当時パルミラ一帯を支配していたセプティミウス・オダエナトゥスを父、ゼノビアを母として誕生した。ウァバッラトゥス（Vaballathus）の名はアラビア語でWahb Allat (アラビア語: وهب اللات, （ワハバッラート、「神アッラートの贈り物」の意）という名だったことに由来し、ギリシア名のアテノドルス（Athenodorus）は、アテーナーと同一視されているアッラートより名付けられた。
267年、オダエナトゥスが宴会の席で自らの親類に当たるマエオニウス（Maeonius）に刺殺され、ウァバッラトゥスの兄に当たるヘロディアヌス（Herodianus）も同様に殺害された。
オダエナトゥス暗殺後にマエオニウスを粛清して事態を収拾したゼノビアによって、ウァバッラトゥスは「rex consul imperator dux Romanorum（ ローマ人の王にして執政官にして最高司令官にして地方長官）およびcorrector totius orientis（全東方属州総督）」としてオダエナトゥスの後継者となった。なお、ウァバッラトゥスは幼少であったため、実質的な権力はゼノビアが握ることとなった。ゼノビアは、アエギュプトゥス、シュリア、アラビア・ペトラエアの各属州からアナトリア半島に至るまでの地域を征服し、サーサーン朝とも同盟関係を結んだ。
270年にローマ帝国皇帝に即位したルキウス・ドミティウス・アウレリアヌスは、恐らくはガリア帝国や北方蛮族との戦闘状態にある中で、パルミラ王国とも戦線を開くことを躊躇していたため、当初ウァバッラトゥスの統治を黙認していた。
この関係性は、ウァバッラトゥスの統治初期の頃は、ローマ皇帝（アウグストゥス）の称号が彫られたアウレリアヌスを象った貨幣がパルミラで鋳造されていたことからも示されている。しかし、272年頃からはアウレリアヌスを象った貨幣がパルミラから消滅し、ゼノビアを「アウグスタ」、ウァバッラトゥスを「アウグストゥス」と夫々象った貨幣が採用されており、これはパルミラが自立を宣言し、ウァバッラトゥスがローマ皇帝を僭称するにいたったことを示している。この段階以降を、ローマ帝国より事実上の独立を果たした国家として「パルミラ帝国」と呼ぶことがある。いずれにせよ、これによってアウレリアヌスのローマ帝国との関係は決定的に悪化した。
ガリア帝国との闘争を有利に進めつつあったアウレリアヌスは「パルミラ帝国」にも兵を向け、273年にはついにこれを征服、ウァバッラトゥスの統治は終わった。ゾシムス（Zosimus）によると、捕虜となったウァバッラトゥスはローマへ連行される道中に死亡したとされる。母のゼノビアもまた捕虜とされ、ローマに連行された。

## 参考資料
- エドワード・ギボン 著、中野好夫 訳『ローマ帝国衰亡史 2』ちくま学芸文庫、1996年。ISBN 448008262X。